# Friedrich von Leliwa (Schloßhauptmann)

Wappen Leliwa

Friedrich von Leliwa (* 14. Februar 1585 bei Culm; † 10. Januar 1652 in Kemme) war ein waldeckischer Hauptmann und Drost.

## Leben
Friedrich von Leliwa stammte aus dem preußisch-polnischen Geschlecht Leliwa und gelangte als Knabe über Königsberg i. Pr. nach Berlin, wo er sich drei Jahre aufhielt, bevor er Page bei Graf Friedrich IX. von Oettingen zu Spielberg (1556–1615) wurde und zum Jägermeister aufstieg. Danach war er Fahnenjunker bei Markgraf Georg Friedrich von Baden-Durlach (1573–1638) und anschließend Forst- und Jägermeister bei Graf Christian von Waldeck-Wildungen (1585–1637). Hier war er auch Hauptmann und Drost von Pyrmont. Von 1625 bis 1627 war er Schloßhauptmann bei Graf Simons VII. zur Lippe-Detmold (1585–1637). Während dieser Zeit, in 1626, wurde er mit dem Namen „Der Leschende“ in die Fruchtbringende Gesellschaft aufgenommen. Nach dem Tod seines Dienstherren zog er sich 1627 auf das ihm von Hans Adam von Hammerstein (1579–1653) auf sechs Jahre verpachtete Gut Equord zurück. Den Rest seines Lebens verbrachte er als Pächter und Meier. Er schrieb religiöse Gedichte, von denen zwei in seiner Leichenpredigt abgedruckt sind.